# Jaques Wagner

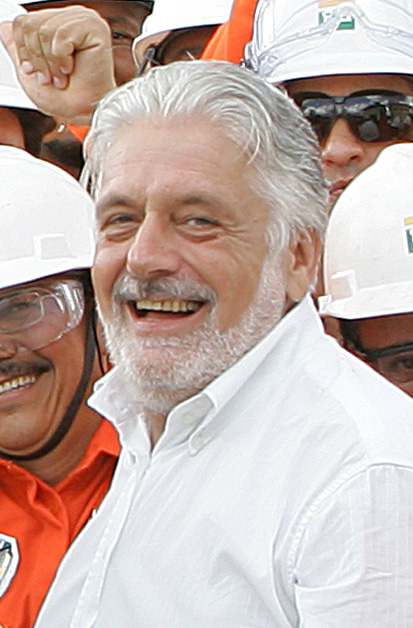
Jaques Wagner

Jaques Wagner (* 16. März 1951 in Rio de Janeiro) ist ein brasilianischer Politiker des Partido dos Trabalhadores (Arbeiterpartei). Von Januar bis Oktober 2015 war er Verteidigungsminister seines Landes.

## Leben
Wagner ist Gründungsmitglied der Partido dos Trabalhadores. 1990 wurde er als Abgeordneter des Bundesstaates Bahia in die Abgeordnetenkammer des Nationalkongresses gewählt. 2003 war er kurzzeitig Arbeitsminister im Regierungskabinett von Luiz Inácio Lula da Silva. Er war als Nachfolger von Paulo Souto von Januar 2007 bis 1. Januar 2015 Gouverneur des Bundesstaates Bahia. Sein Nachfolger wurde mit Amtsantritt 1. Januar 2015 Rui Costa.